# Orthorrhapha
Gli Ortorrafi (Orthorrhapha) sono un raggruppamento sistematico di rango indeterminato comprendente insetti dell'ordine dei Ditteri sottordine Brachycera. Adottata nella sistematica classica, questa categoria sistematica è oggi mantenuta in via esclusivamente informale dai tassonomisti perché ritenuta infondata sotto il punto di vista filogenetico.

## Sistematica
La tassonomia classica dei Ditteri distingue i Brachiceri in Cyclorrhapha e Orthorrhapha fondamentalmente sulla base di un carattere morfofunzionale: la conformazione del foro di uscita dal pupario o dall'exuvia pupale dopo lo sfarfallamento dell'adulto. Tale foro è di forma circolare nei Cyclorrhapha ed è localizzato nella zona cefalica, mentre negli Ortorrhapha è longitudinale. In letteratura i due raggruppamenti sono rappresentati, secondo l'Autore, come coorti o come sezioni, inquadrando questi taxa in un rango collocato, in modo indeterminato, fra quello di superfamiglia e quello di sottordine. Infatti, la sistematica nell'ambito dei Cyclorrhapha contemplava la suddivisione dicotomica in taxa intermedi, di rango indeterminato ma superiore a quello di famiglia, sulla base di altri caratteri morfofunzionali (Aschiza e Schizophora e, questi ultimi, suddivisi ulteriormente in Acalyptratae e Calyptratae).
Per gli Orthorrhapha era invece contemplata la suddivisione in famiglie. Le revisioni effettuate a partire dagli anni settanta, non sempre pienamente condivise e comunque ancora in via di evoluzione, hanno aumentato il numero di famiglie che si identificano con i Brachiceri inferiori (ovvero gli Orthorrhapha), perciò diverse famiglie che tradizionalmente erano incluse fra gli Orthorrhapha, vanno intese in senso esteso. Un elenco di queste famiglie è il seguente:
- Acroceridae (syn. Cyrtidae, Henopidae, Oncodidae)
- Apioceridae
- Asilidae
- Bombyliidae (comprendevano gli Apystomyiidae, gli Hilarimorphidae e i Mythicomyiidae)
- Dolichopodidae sensu lato (comprendono anche i Microphorinae trattati anche come famiglia distinta)
- Empididae (comprendevano anche gli Atelestidae, i Brachystomatidae e gli Hybotidae e alcuni generi incertae sedis trattati anche come famiglie distinte)
- Mydidae
- Nemestrinidae
- Pantophthalmidae (syn. Acanthomeriidae)
- Rhagionidae (syn. Leptidae, comprendevano anche i Vermileonidae, gli Athericidae, gli Austroleptidae e gli Spaniidae; vi è compreso il genere Pelecorhynchus, trattato anche come famiglia distinta)
- Scenopinidae (syn. Omphralidae)
- Stratiomyidae
- Tabanidae
- Therevidae (comprendevano anche gli Apsilocephalidae)
- Xylomyidae (syn. Solvidae)
- Xylophagidae (syn. Erinnidae)

Da questo elenco sono escluse le famiglie monotipiche Oreoleptidae e Evocoidae, comprendenti due specie di recente descrizione e che non avevano pertanto collocazione fra gli Orthorrhapha. La stretta relazione filogenetica fra gli Oreoleptidae e i Tabanidae e fra gli Evocoidae e i Therevidae ingloba queste due nuove famiglie nel raggruppamento artificiale dei Brachiceri inferiori.
La sistematica su base filogenetica ha riorganizzato la tassonomia di rango superiore ripartendo le sopraelencate famiglie fra superfamiglie. Per quanto la suddivisione in superfamiglie non sia contemplata nella tassonomia tradizionale, gli Ortorrhapha potrebbero dividersi nel seguente modo:
- Superfamiglia Asiloidea, comprendente le famiglie Apioceridae, Asilidae, Bombyliidae, Evocoidae, Mydidae, Scenopinidae, Therevidae
- Superfamiglia Empidoidea, comprendente le famiglie Dolichopodidae e Empididae
- Superfamiglia Nemestrinoidea, comprendente le famiglie Acroceridae e Nemestrinidae
- Superfamiglia Stratiomyoidea, comprendente le famiglie Pantophthalmidae, Stratiomyidae e Xylomyidae
- Superfamiglia Tabanoidea, comprendente le famiglie Athericidae, Austroleptidae, Oreoleptidae, Rhagionidae, Spaniidae e Tabanidae
- Superfamiglia: Vermileonoidea, comprendente la famiglia Vermileonidae
- Superfamiglia: Xylophagoidea, comprendente la famiglia Xylophagidae

Dagli anni sessanta e settanta, la trattazione filogenetica ha messo in evidenza che il raggruppamento dei Cyclorrhapha è monofiletico, mentre quello degli Orthorrhapha risulta essere parafiletico. Tutti i ditterologi concordano nel ritenere infondato e obsoleto l'inquadramento tassonomico degli Orthorrhapha e questo raggruppamento è utilizzato ormai solo in via informale o, per praticità, nei manuali tecnici. La proposta di ripartizioni tassonomiche che sostituiscano il raggruppamento degli Orthorrhapha è tuttavia problematica a causa delle differenti relazioni filogenetiche che hanno gli Ortorrafi nei confronti dei Ciclorrafi. Una ripartizione in parte compatibile con la vecchia tassonomia, perché mantiene la distinzione netta fra Ciclorrafi e Brachiceri inferiori, è quella riconducibile, nella sostanza, ai lavori pubblicati da GRIFFITHS e altri Autori (1986, 1994). La definizione di sei infraordini permette di identificare i Muscomorpha con i Cyclorrhapha scorporando, da un punto di vista pratico, gli Orthorrhapha in cinque categorie sistematiche posizionate allo stesso livello dei Cyclorrhapha:
- Infraordine Asilomorpha
  - Asiloidea
  - Empidoidea
  - Nemestrinoidea
- Infraordine Stratiomyomorpha
  - Stratiomyomoidea
- Infraordine Tabanomorpha
  - Tabanoidea
- Infraordine Vermileonomorpha
  - Vermileonoidea
- Infraordine Xylophagomorpha
  - Xylophagoidea
- Infraordine Muscomorpha

La ripartizione in sei distinti infraordini non rispecchia tuttavia un corretto fondamento filogenetico, in quanto si è riscontrato che i taxa inclusi fra gli Asilomorpha formano un complesso clade parafiletico strettamente correlato ai Muscomorpha, che Vermileonomorpha e Tabanomorpha formano un clade monofiletico rispetto a Stratiomyiomorpha e Xylophagomorpha e, infine, la linea Stratiomyomorpha + Xylophagomorpha + Vermileonomorpha + Tabanomorpha si colloca su un rango collaterale rispetto alla linea Muscomorpha + Asilomorpha. In sintesi, l'albero filogenetico (articolato per superfamiglie) che coinvolge i Brachiceri è il seguente:
| Xylophagomorpha | Xylophagoidea                                                 |
|                 | Xylophagoidea                                                 |
| Tabanomorpha    | \| \| Vermileonoidea \| \| \| \| \| \| Tabanoidea \| \| \| \| |
|                 | \| \| Vermileonoidea \| \| \| \| \| \| Tabanoidea \| \| \| \| |
|                 | Vermileonoidea                                                |
|                 |                                                               |
|                 | Tabanoidea                                                    |
|                 |                                                               |

|  | Vermileonoidea |
|  |                |
|  | Tabanoidea     |
|  |                |

| Xylophagomorpha | Xylophagoidea                                                 |
|                 | Xylophagoidea                                                 |
| Tabanomorpha    | \| \| Vermileonoidea \| \| \| \| \| \| Tabanoidea \| \| \| \| |
|                 | \| \| Vermileonoidea \| \| \| \| \| \| Tabanoidea \| \| \| \| |
|                 | Vermileonoidea                                                |
|                 |                                                               |
|                 | Tabanoidea                                                    |
|                 |                                                               |

|  | Vermileonoidea |
|  |                |
|  | Tabanoidea     |
|  |                |

|  | Asiloidea                                                   |
|  |                                                             |
|  | \| \| Empidoidea \| \| \| \| \| \| Cyclorrhapha \| \| \| \| |
|  |                                                             |
|  | Empidoidea                                                  |
|  |                                                             |
|  | Cyclorrhapha                                                |
|  |                                                             |

|  | Empidoidea   |
|  |              |
|  | Cyclorrhapha |
|  |              |

|  | Asiloidea                                                   |
|  |                                                             |
|  | \| \| Empidoidea \| \| \| \| \| \| Cyclorrhapha \| \| \| \| |
|  |                                                             |
|  | Empidoidea                                                  |
|  |                                                             |
|  | Cyclorrhapha                                                |
|  |                                                             |

|  | Empidoidea   |
|  |              |
|  | Cyclorrhapha |
|  |              |

| Xylophagomorpha | Xylophagoidea                                                 |
|                 | Xylophagoidea                                                 |
| Tabanomorpha    | \| \| Vermileonoidea \| \| \| \| \| \| Tabanoidea \| \| \| \| |
|                 | \| \| Vermileonoidea \| \| \| \| \| \| Tabanoidea \| \| \| \| |
|                 | Vermileonoidea                                                |
|                 |                                                               |
|                 | Tabanoidea                                                    |
|                 |                                                               |

|  | Vermileonoidea |
|  |                |
|  | Tabanoidea     |
|  |                |

| Xylophagomorpha | Xylophagoidea                                                 |
|                 | Xylophagoidea                                                 |
| Tabanomorpha    | \| \| Vermileonoidea \| \| \| \| \| \| Tabanoidea \| \| \| \| |
|                 | \| \| Vermileonoidea \| \| \| \| \| \| Tabanoidea \| \| \| \| |
|                 | Vermileonoidea                                                |
|                 |                                                               |
|                 | Tabanoidea                                                    |
|                 |                                                               |

|  | Vermileonoidea |
|  |                |
|  | Tabanoidea     |
|  |                |

|  | Asiloidea                                                   |
|  |                                                             |
|  | \| \| Empidoidea \| \| \| \| \| \| Cyclorrhapha \| \| \| \| |
|  |                                                             |
|  | Empidoidea                                                  |
|  |                                                             |
|  | Cyclorrhapha                                                |
|  |                                                             |

|  | Empidoidea   |
|  |              |
|  | Cyclorrhapha |
|  |              |

|  | Asiloidea                                                   |
|  |                                                             |
|  | \| \| Empidoidea \| \| \| \| \| \| Cyclorrhapha \| \| \| \| |
|  |                                                             |
|  | Empidoidea                                                  |
|  |                                                             |
|  | Cyclorrhapha                                                |
|  |                                                             |

|  | Empidoidea   |
|  |              |
|  | Cyclorrhapha |
|  |              |

Sulla base di questo cladogramma, i Brachiceri sono suddivisi in quattro infraordini, come originariamente proposto da WOODLEY nel 1989. Parte dei tradizionali Orthorrhapha si distribuisce fra gli Stratiomyomorpha, gli Xylophagomorpha e i Tabanomorpha. Le superfamiglie Asiloidea, Empidoidea e Nemestrinoidea sono invece incluse nell'infraordine Muscomorpha e inquadrate in altrettanti taxa allo stesso rango dei Cyclorrhapha. AMORIM & YEATES (2006) propongono perciò il seguente schema tassonomico:
- Sottordine Brachycera
  - Infraordine Stratiomyomorpha
    - Superfamiglia Stratiomyoidea

  - Infraordine Xylophagomorpha
    - Superfamiglia Xylophagoidea

  - Infraordine Tabanomorpha
    - Superfamiglia Tabanoidea
    - Superfamiglia Vermileonoidea

  - Infraordine Muscomorpha
    - Sezione Nemestrinoidea
    - Sezione Asiloidea
    - Sezione Empidoidea
    - Sezione Cyclorrhapha